# Games for May

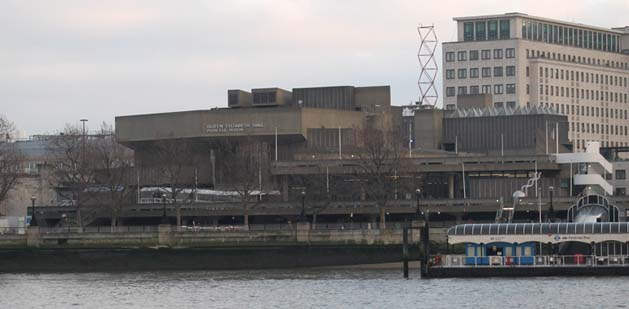
La Queen Elizabeth Hall nel 2006

Il Games for May fu un concerto tenuto dai Pink Floyd il 12 maggio 1967 a Londra presso la Queen Elizabeth Hall, tre mesi dopo la sua inaugurazione. È considerato uno dei primi concerti importanti tenuti dai Pink Floyd, organizzato per il gruppo dai loro manager, Andrew King e Peter Jenner della Blackhill Enterprises, e caldeggiato dal promoter di musica classica Christopher Hunt.

## Storia
L'evento venne descritto come

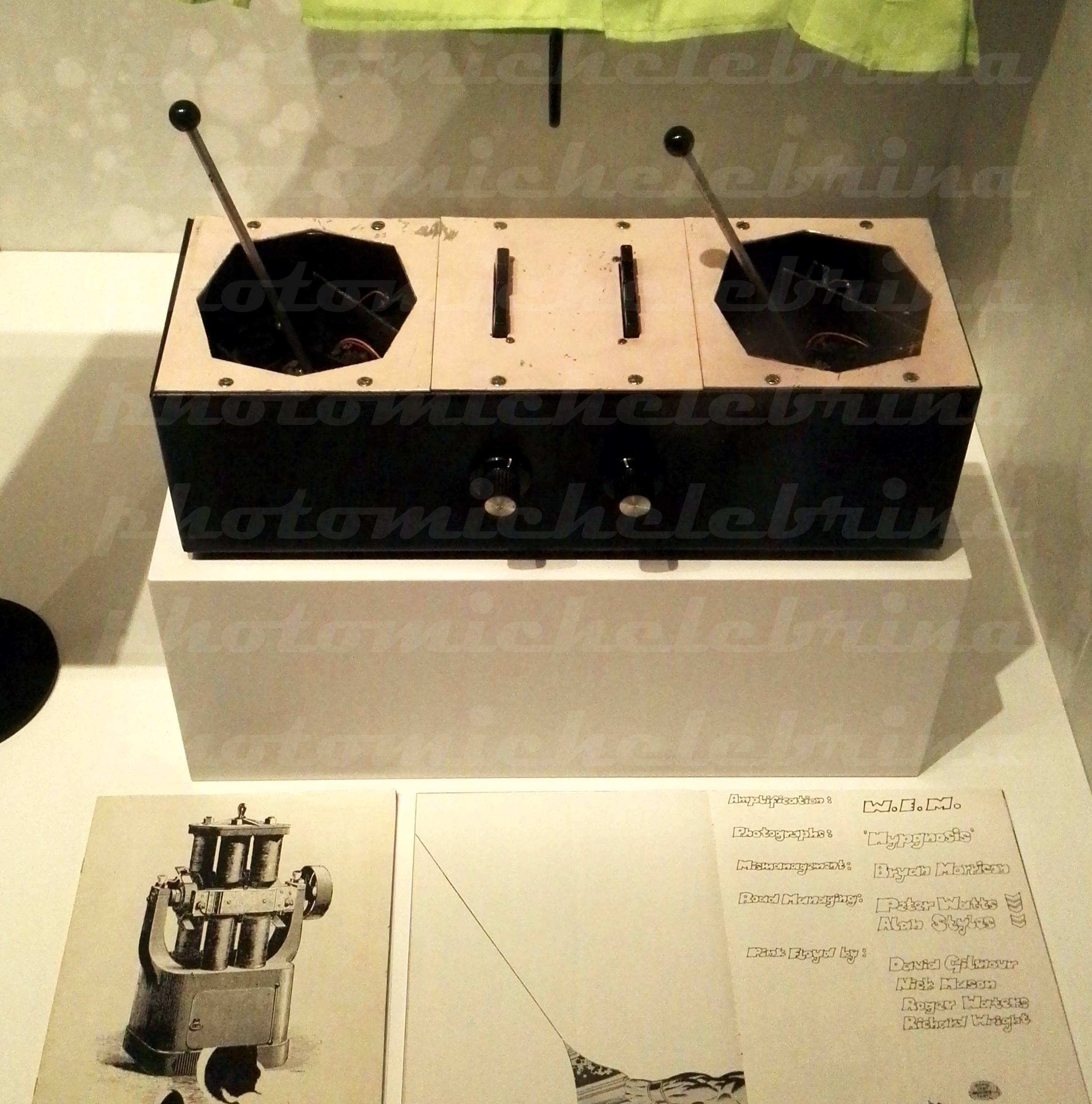
Il coordinatore azimut utilizzato durante il concerto

Games for May fu anche il primo concept show, in cui i Floyd si esibivano senza gruppi spalla, curando l'ambiente, l'illuminazione e le atmosfere, elementi caratteristici dei loro futuri concerti. Durante lo spettacolo, in buona parte improvvisato, abilità in cui Syd eccelleva, vennero eseguiti alcuni dei primi singoli della band, oltre a materiale tratto dal loro primo album, The Piper at the Gates of Dawn, che era in procinto di essere pubblicato; alcuni membri della band crearono degli effetti sonori tagliando della legna sul palco, un roadie vestito da ammiraglio sparse petali di fiori tra il pubblico e le bolle prodotte da una macchina durante lo spettacolo macchiarono tutta la mobilia della hall. La conseguenza fu che al gruppo fu proibito per sempre di tornare a suonare in quella sala.
Lo spettacolo includeva un primitivo mixer surround, un dispositivo, denominato azimuth Co-ordinator, realizzato dai tecnici degli studi di Abbey Road; il dispositivo, che venne rubato al termine dello spettacolo, era azionato dal tastierista Rick Wright, e permetteva, tramite due leve di comando, una per l'organo e una per gli effetti sonori, di spostare il suono da un lato all'altro dell'auditorium.
Lo spettacolo venne accompagnato da alcune registrazioni su nastro: la prima, creata da Roger Waters, fu Dawn, eseguita nel foyer della sala e in cui si udivano richiami di uccelli all'alba e vari suoni naturali. Gli altri due pezzi registrati su nastro furono Bubbles, che riproduceva effetti sonori creati da Rick Wright e che accompagnavano le bolle di sapone prodotte durante lo spettacolo, e Ending, il pezzo strumentale finale, opera di Syd Barrett. Il brano Games for May venne composto per l'occasione, ma dopo poco sarebbe stato reintitolato See Emily Play.

## Scaletta[1][3]
- Dawn (registrato su nastro)
- Matilda Mother
- Flaming
- The Scarecrow
- Jugband Blues
- Games for May (in seguito diverrà See Emily Play)
- Bike
- Arnold Layne
- Candy and a Currant Bun
- Pow R. Toc H.
- Interstellar Overdrive
- Bubbles (registrato su nastro)
- Ending (registrato su nastro)
- Lucifer Sam (brano bissato)